# 쇼로크사르
부다페스트 23구(헝가리어: Budapest XXIII. kerülete), 쇼로크사르(헝가리어: Soroksár)는 헝가리 부다페스트를 구성하는 23개의 구 중 하나다.